# Monotagma ulei
Monotagma ulei är en strimbladsväxtart som beskrevs av Karl Moritz Schumann och Ludwig Eduard Loesener. Monotagma ulei ingår i släktet Monotagma och familjen strimbladsväxter. Inga underarter finns listade.